# Tantilla berguidoi
Tantilla berguidoi (чукантійська багатоніжкова змія) — вид змій родини полозових (Colubridae). Ендемік Панами. Описаний у 2016 році.

## Поширення і екологія
Чукантійські багатоніжкові змії відомі з типової місцевості, розташованої на горі Серро-Чуканті в провінції Дар'єн, на висоті 1376 м над рівнем моря. Вони живуть у вологих тропічних лісах.